# Plecopterodes molybdena
Plecopterodes molybdena là một loài bướm đêm trong họ Noctuidae.